# Discografia de The Strokes
A Discografia de The Strokes, banda de rock formada em 1998 em Nova York, consiste em seis álbuns de estúdio, dois Extended Plays (EPs), um álbum de video, dezessete singles oficiais e vinte videoclipes.

## Álbuns

### Álbuns de estúdio
| Ano  | Detalhes | Melhores posições nas pparadas | Melhores posições nas pparadas | Melhores posições nas pparadas | Melhores posições nas pparadas | Melhores posições nas pparadas | Melhores posições nas pparadas | Melhores posições nas pparadas | Melhores posições nas pparadas | Melhores posições nas pparadas | Melhores posições nas pparadas | Certificações    |
| Ano  | Detalhes | EUA                            | AUS                            | AUT                            | BEL                            | FRA                            | ALE                            | NOR                            | NZ                             | SUE                            | UK                             | Certificações    |
| ---- | --- | ------------------------------ | ------------------------------ | ------------------------------ | ------------------------------ | ------------------------------ | ------------------------------ | ------------------------------ | ------------------------------ | ------------------------------ | ------------------------------ | ---------------- |
| 2001 | Is This It - Gravadora: Rough Trade, RCA - Lançamento: 9 de outubro de 2001 - Formato: CD, vinil              | 33                             | 5                              | 35                             | 47                             | 19                             | 28                             | 2                              | 23                             | 3                              | 2                              | - UK: 2× Platina |
| 2003 | Room on Fire - Gravadora: Rough Trade, RCA - Lançamento: 28 de outubro de 2003 - Formato: CD, vinil           | 4                              | 6                              | 14                             | 14                             | 16                             | 6                              | 3                              | 6                              | 6                              | 2                              | - UK: Platina    |
| 2006 | First Impressions of Earth - Rótulo: Rough Trade, RCA - Lançamento: 6 de janeiro de 2006 - Formato: CD, vinil | 4                              | 4                              | 9                              | 21                             | 9                              | 11                             | 22                             | 10                             | 9                              | 1                              | - UK: Ouro       |
| 2011 | Angles - Rótulo: Rough Trade, RCA - Lançamento: 18 de março de 2011 - Formato: CD, vinil                      | 4                              | 1                              | 9                              | 18                             | 6                              | 15                             | 15                             | 6                              | 21                             | 3                              | - UK: Ouro       |
| 2013 | Comedown Machine - Rótulo: Rough Trade, RCA - Lançamento: 26 de março de 2013 - Formato: CD, vinil            | 10                             | 7                              | 21                             | 31                             | 17                             | 50                             | 10                             | 18                             | 28                             | 10                             |                  |
| 2020 | The New Abnormal - Rótulo: RCA, Cult - Lançamento: 10 de abril de 2020 - Formato: CD, vinil                   | 6                              | 21                             | 8                              | —                              | 20                             | 12                             | —                              | 15                             | 31                             | 3                              | - UK: Prata      |

## EPs
| Ano  | Detalhes | Melhor posição | Melhor posição | Melhor posição |
| Ano  | Detalhes | CAN            | NOR            | UK             |
| ---- | --- | -------------- | -------------- | -------------- |
| 2001 | The Modern Age - Gravadora: Rough Trade (#010), Beggar's Banquet/XL - Lançamento: 29 de janeiro de 2001 - Formatos: CD, 7" vinil | 28             | 20             | 68             |
| 2016 | Future Present Past - Gravadora: Cult Records - Lançamento: 3 de junho de 2016 - Formatos: 10" Vinil, Digital                    | —              | —              | —              |

## Álbum de vídeo
| Ano  | Detalhes da versão |
| ---- | --- |
| 2002 | The Videos and More - Gravadora: Rough Trade, RCA - Lançamento: 9 de dezembro de 2002 - Disponível apenas como um DVD bônus com a edição especial do Is This It. |

## Singles
| Ano | Título                      | Melhores posições nas paradas | Melhores posições nas paradas | Melhores posições nas paradas | Melhores posições nas paradas | Melhores posições nas paradas | Melhores posições nas paradas | Melhores posições nas paradas | Melhores posições nas paradas | Melhores posições nas paradas | Melhores posições nas paradas | Melhores posições nas paradas | Certificações | Álbum                      |
| Ano | Título                      | EUA                           | EUA Pop                       | EUA Alt                       | AUS                           | CAN                           | FRA                           | ALE                           | IRL                           | HOL                           | SUE                           | UK                            | Certificações | Álbum                      |
| --- | --------------------------- | ----------------------------- | ----------------------------- | ----------------------------- | ----------------------------- | ----------------------------- | ----------------------------- | ----------------------------- | ----------------------------- | ----------------------------- | ----------------------------- | ----------------------------- | ------------- | -------------------------- |
| 2001 | "Hard to Explain"           | —                             | —                             | 27                            | —                             | 7                             | —                             | —                             | 10                            | —                             | 56                            | 16                            |               | Is This It                 |
| 2001 | "Last Nite"                 | 108                           | —                             | 5                             | 47                            | —                             | —                             | —                             | 48                            | —                             | —                             | 14                            | - UK: Platina | Is This It                 |
| 2002 | Someday"                    | —                             | —                             | 17                            | —                             | —                             | —                             | —                             | —                             | 84                            | —                             | 27                            | - UK: Prata   | Is This It                 |
| 2003 | "12:51"                     | —                             | —                             | 15                            | —                             | 30                            | —                             | —                             | 22                            | 40                            | 39                            | 7                             |               | Room on Fire               |
| 2004 | "Reptilia"                  | —                             | —                             | 19                            | 68                            | —                             | —                             | —                             | —                             | —                             | —                             | 17                            | - UK: Ouro    | Room on Fire               |
| 2004 | "The End Has No End"        | —                             | —                             | 35                            | —                             | —                             | —                             | —                             | 42                            | —                             | —                             | 27                            |               | Room on Fire               |
| 2005 | "Juicebox"                  | 98                            | 65                            | 9                             | 44                            | 4                             | —                             | 100                           | 18                            | 98                            | 50                            | 5                             |               | First Impressions of Earth |
| 2006 | "Heart in a Cage"           | —                             | —                             | 21                            | —                             | —                             | —                             | —                             | —                             | —                             | —                             | 25                            |               | First Impressions of Earth |
| 2006 | You Only Live Once"         | —                             | —                             | 35                            | 52                            | —                             | —                             | —                             | —                             | —                             | —                             | —                             | - AUS: Ouro   | First Impressions of Earth |
| 2011 | "Under Cover of Darkness"   | 116                           | —                             | 12                            | —                             | 88                            | 75                            | —                             | 46                            | —                             | —                             | 47                            | - AUS: Ouro   | Angles                     |
| 2011 | "Taken for a Fool"          | —                             | —                             | 32                            | —                             | —                             | —                             | —                             | —                             | —                             | —                             | —                             |               | Angles                     |
| 2011 | "Machu Picchu"              | —                             | —                             | —                             | —                             | —                             | 87                            | —                             | —                             | —                             | —                             | —                             |               | Angles                     |
| 2013 | "All the Time"              | —                             | —                             | 38                            | —                             | —                             | —                             | —                             | —                             | —                             | —                             | —                             |               | Comedown Machine           |
| 2020 | "At the Door"               | —                             | —                             | —                             | —                             | —                             | —                             | —                             | —                             | —                             | —                             | —                             |               | The New Abnormal           |
| 2020 | "Bad Decisions"             | —                             | —                             | 5                             | —                             | —                             | —                             | —                             | —                             | —                             | —                             | —                             |               | The New Abnormal           |
| 2020 | "Brooklyn Bridge to Chorus" | —                             | —                             | —                             | —                             | —                             | —                             | —                             | —                             | —                             | —                             | —                             |               | The New Abnormal           |
| 2020 | "The Adults Are Talking"    | —                             | —                             | —                             | —                             | —                             | —                             | —                             | —                             | —                             | —                             | —                             | - FRA: Ouro   | The New Abnormal           |
| "—" Denota singles que foram lançados, mas não alcançaram as paradas ou não foram lançados em um determinado território. |                             |                               |                               |                               |                               |                               |                               |                               |                               |                               |                               |                               |               |                            |

## Videoclipes
| Ano  | Título                                    | Diretor                                          |
| ---- | ----------------------------------------- | ------------------------------------------------ |
| 2001 | "Last Nite"                               | Roman Coppola                                    |
| 2002 | "The Modern Age"                          | Roman Coppola                                    |
| 2002 | "Hard to Explain"                         | Roman Coppola Johannes Gamble Julian Casablancas |
| 2002 | "Someday"                                 | Roman Coppola                                    |
| 2003 | "12:51"                                   | Roman Coppola                                    |
| 2004 | "Reptilia"                                | Jake Scott                                       |
| 2004 | "The End Has No End"                      | Sophie Muller                                    |
| 2005 | "Juicebox"                                | Mike Palmieri                                    |
| 2006 | "Heart in a Cage"                         | Samuel Bayer                                     |
| 2006 | "You Only Live Once"                      | Samuel Bayer                                     |
| 2007 | "You Only Live Once" (versão alternativa) | Warren Fu                                        |
| 2011 | "Under Cover of Darkness"                 | Warren Fu                                        |
| 2011 | "Call me Back"                            | Albert Hammond Jr.                               |
| 2011 | "Taken For A Fool"                        | Laurent Briet                                    |
| 2013 | "All the Time"                            | Albert Hammond Jr.                               |
| 2016 | "Threat of Joy"                           | Warren Fu                                        |
| 2020 | "At the Door"                             | Mike Burakoff                                    |
| 2020 | "Bad Decisions"                           | Andrew Donoho                                    |
| 2020 | "Ode to the Mets"                         | Warren Fu                                        |
| 2020 | "The Adults Are Talking"                  | Roman Coppola                                    |